# Sonic Frontiers
Sonic Frontiers est un jeu vidéo d'aventure et de plates-formes développé par Sonic Team et édité par Sega, sorti le 8 novembre 2022 sur Microsoft Windows, PlayStation 4, PlayStation 5, Nintendo Switch, Xbox One et Xbox Series. Il s'agit du premier jeu de la franchise Sonic se déroulant en « zones ouvertes »,,. Ce jeu est sorti l'année du trentième anniversaire de Sonic the Hedgehog 2, jeu où la transformation Super Sonic a vu le jour et qui est fréquemment utilisée dans la partie.
Le jeu s'est vendu à 4,5 millions d'exemplaires depuis sa sortie devenant le Sonic 3D le plus vendus de tout les temps.

## Trame
La recherche d’artefact anciens entraine le Dr. Eggman sur Starfall Islands, une île isolée, où il découvre un artefact mystérieux. En téléchargeant son intelligence articificielle dessus, Dr. Eggman est certain que les anciens secrets lui appartiendront. Cependant, son intrusion réveille un certain programme de haute technologie sur l'île, libère les « Titans » et fait disparaître le scientifique dans le Cyber espace.
Pendant ce temps, la recherche des Chaos Emeralds entraîne Sonic, Tails et Amy vers les Îles Starfall. Le voyage prend une tournure dramatique, quand s'approchant des îles, le trio est séparé dans un monde digital. Sonic est alors séparé de Tails et Amy, et se retrouve dans une réplique de Green Hill Zone. Par miracle, il réussit à s'échapper du Cyber espace et s'aventure seul sur l'Île Kronos, une des îles Starfall.
Sonic rencontre une intelligence artificielle l'appelant à travers un drone volant pour accomplir « l'impossible ». Cette intelligence artificielle procède à indiquer à Sonic la direction et comment secourir ses amis, et collecter les Chaos Emeralds, et détruire les « Titans ». Sonic s'élance donc dans une course contre le temps durant lequel il devra traverser les îles Starfall pour lever les secrets qui entourent ces îles, secourir ses amis.

## Personnages
- Sonic : le hérisson le plus rapide du monde. Son aventure commence sur les Îles Starfall lorsqu'il perd ses amis Tails et Amy alors qu’ils recherchaient les Chaos Emeralds.

- Sage : Une fille mystérieuse qui apparaît à travers les Starfalls Islands. Tout au long de l'histoire, elle contrôle les titans pour empêcher Sonic d’accomplir sa mission de libérer ses amis du cyber-espace.

- Tails : renard jaune à deux queues, meilleur ami de Sonic, il est retenu prisonnier du cyber-espace sur Chaos Island.

- Amy : jeune hérisson rose accompagnant Sonic et Tails dans toutes leurs aventures, elle est retenue prisonnière du cyber-espace sur Kronos Island.

- Knuckles : alors qu’il étudiait d'anciennes ruines inconnues découvertes sur Angel Island, le puissant échidné, gardien de la Master Emerald, se retrouve transporté sur Ares Island et prisonnier du Cyber-espace.

- Dr. Eggman : principal ennemi de la série Sonic, qui veut rassembler les sept émeraudes du chaos et utiliser leur pouvoir afin de détruire le monde.

- Big : C'est un gros chat gourmand qui passe son temps à pêcher avec son ami la grenouille Froggy.

## Système de jeu
Sonic Frontiers est un jeu de plateforme et d'action-aventure en 3D. Le joueur, en tant que Sonic, explore les îles Starfall, qui comprennent divers biomes, notamment des champs fleuris, des forêts, des ruines antiques et des déserts. L'histoire commence lorsque Sonic, Miles "Tails" Prower et Amy Rose sont aspirés par un trou de ver et que Sonic est perdu sur une île mystérieuse, séparée de Tails et Amy. Une intelligence artificielle guide le joueur alors qu'il cherche à collecter les Émeraudes du Chaos et à retrouver Amy et Tails .
Sonic conserve ses capacités des précédents jeux Sonic the Hedgehog : il court à grande vitesse, récupère des anneaux, grince sur des rails et se concentre sur les ennemis à attaquer. Le joueur peut faire un double saut, esquiver à l'aide des boutons d'épaule de sa manette de jeu et accélérer avec la gâchette droite s'il a suffisamment d'énergie. Les nouvelles capacités incluent les attaques de combat, courir le long des murs et utiliser le Cyloop pour créer un cercle de lumière autour des objets et interagir avec eux. Le joueur peut personnaliser les commandes et ajuster la vitesse, les virages, l'accélération et la résistance de Sonic, et peut améliorer la vitesse, les attaques, la défense et la capacité des anneaux de Sonic au fur et à mesure de sa progression.
Les îles Starfall agissent comme le premier monde ouvert de la série. Le monde ouvert conserve les éléments Sonic traditionnels, tels que les ressorts, les pads de suralimentation et les rails de broyage. Le joueur explore les îles alors qu'il escalade des tours dans des défis de plate-forme pour révéler des parties de la carte et résout des énigmes, y compris l'orientation de statues et le speedrun, pour collecter des objets. Les objets de collection incluent des Kocos, qui améliorent l'ensemble de mouvements de Sonic, et des jetons de mémoire, qui sauvent les amis de Sonic. La quête principale prend 20 à 30 heures, tandis que trouver tous les objets de collection prend jusqu'à 60 heures.
Le joueur combat des robots à travers les îles ; Sonic peut esquiver et parer les attaques et utiliser le Cyloop pour rendre les ennemis plus faciles à frapper. Vaincre des ennemis accorde au joueur des points d'expérience qui lui permettent d'acheter des capacités supplémentaires. Aux côtés de petits ennemis réguliers, le joueur combat de grands boss qu'il doit escalader pour attaquer. Les boss fournissent au joueur des éléments d'un portail qui, une fois assemblés, lui permettent d'entrer dans le "Cyber Space" - des niveaux courts et linéaires similaires à ceux des précédents jeux Sonic (tant sur le décor que sur la structuration des niveaux). Les niveaux linéaires, qui alternent entre les perspectives à la troisième personne et à défilement latéral, contiennent plusieurs objectifs, y compris l'attaque contre la montre et la collecte d'anneaux rouges, et récompensent les joueurs avec une clé requise pour collecter une Émeraude du Chaos. Certains présentent des défis uniques, comme un mini-jeu de pêche organisé par Big the Cat.

## Les îles
Sonic explore les cinq îles principales de l'archipel de Starfall Islands, représentant chacune cinq mondes ouverts :   Kronos Island, Ares Island, Chaos Island, Rhea Island et Ouranos Island.
Sur chaque île, il retrouve un de ses amis piégé dans une Cyber Cage : Amy, Knuckles, puis Tails. En les libérant, Sonic absorbe de l’énergie cybernétique, ce qui provoque une corruption progressive de son corps.
Au fil de son aventure, Sonic affronte les Titans : Giganto, Wyvern, Knight et Supreme. Chaque victoire rapproche Sonic de la vérité sur les Ancients, une civilisation extraterrestre détruite par une entité appelée The End. Les Ancients ont utilisé les Chaos Emeralds pour fuir leur planète et ont tenté de sceller The End dans le cyberespace à l’aide des Titans.

## Doublage

### Voix originales
- Sonic : Roger Craig Smith
- Tails : Colleen O'Shaughnessey
- Amy / The End (voix féminine) : Cindy Robinson
- Knuckles : Dave B. Mitchell
- Eggman / The End (voix masculine) : Mike Pollock
- Sage : Ryan Bartley
- Big : Kyle Hebert

### Voix japonaises
- Sonic : Junichi Kanemaru
- Tails : Ryo Hirohashi
- Amy : Taeko Kawata
- Knuckles : Nobutoshi Kanna
- Eggman : Kotaro Nakamura
- Sage : Megumi Hayashibara
- Big : Takashi Nagasako
- The End : Gara Takashima (voix féminine), Hochu Otsuka (voix masculine)
- Voix additionelles : Ohtsu Airi, Yo Tokinaga

### Voix françaises
- Sonic : Alexandre Gillet
- Tails : Marie-Eugénie Maréchal
- Amy : Naïké Fauveau
- Knuckles : Sébastien Desjours
- Eggman/The End (voix masculine) : Marc Bretonnière
- Sage/The End (voix féminine) : Maryne Bertieaux
- Big : Antoine Nouel

## Développement
Le 16 mars 2019, durant la conférence du hérisson bleu lors du SXSW, le directeur de la Sonic Team Takashi Iizuka avait déclaré que la production globale du prochain jeu principal de la franchise avait déjà débuté mais que des nouvelles du jeu n'arriveront pas de sitôt.

## Accueil

### Critique
Selon la presse anglophone, Sonic Frontiers a reçu des critiques généralement favorables. Selon le site Web britannique Video Games Chronicle, les contrôles du jeu ont été resserrés, mais présentaient cependant quelques problèmes occasionnels.
Toutefois, les combats et techniques de combat ont reçu des critiques plutôt mitigées. Le site Web américain Digital Trends décrit les combats comme plutôt agréables, mais critique sa présentation dans les batailles des grands boss. IGN critique les techniques de combat, étants trop répétitifs et peu engageants, expliquant que "les batailles contre des ennemies robotiques nuisent au gameplay de plateforme au rythme rapide".
La bande originale a elle, reçu des critiques positives. GameSpot déclare la musique comme étant apaisante et solennelle, la comparant à The Legend of Zelda : Breath of the Wild. Le site Shacknews décrit sa bande-son comme étant "phénoménale", notant que les musiques de combats de boss sont dynamiques.
Malgré les critiques plutôt mitigées de la presse francophone, le jeu a été accueilli positivement par les fans.

### Ventes
Le 13 décembre 2022, Sega annonce avoir écoulé 2,5 millions d'exemplaires du jeu. Au 31 décembre, le jeu est distribué à 2,9 millions d'exemplaires depuis son lancement.
Le 7 mai 2023, Sega annonce que Sonic Frontiers s'est vendu à 3,5 millions d'exemplaires à travers le monde, ce qui en fait l'épisode en trois dimensions de la série principale le plus vendu : il dépasse alors le record détenu jusqu'à présent par Sonic Heroes.